# Michele Perniola
Michele Perniola (født 1998) er en italiensk sanger, der er kendt for sin deltagelse for San Marino i Junior Eurovision Song Contest 2013 og Eurovision Song Contest 2015.

## Biografi
Michele Perniola er født i 1998 i Palagiano i Italien. Han blev landskendt i Italien, da han i 2012 vandt Ti lascio una canzone, en sangerkonkurrence for børn på den italienske tv-station RAI. Her optrådte han med sange af Michael Jackson og fik derefter tilnavnet 'Den italienske Michael Jackson'.
I 2013 blev han udvalgt af den sanmarinske tv-station RTV til at repræsentere San Marino i Junior Eurovision Song Contest 2013 i Kyiv med nummeret "O-o-O Sole intorno a me" (O-o-O, solskin rundt om mig). Sangen opnåede en 10. plads med 42 point. I maj 2014 oplæste han de sanmarinske point ved afstemningen i Eurovision Song Contest 2014 i København.
Den 27. november 2014 meddelte RTV, at Perniola skal repræsentere San Marino ved Eurovision Song Contest 2015 i Wien sammen med Anita Simoncini. De skal fremføre sangen "Chain of Light", som blev offentliggjort den 15. marts.